# Ds L. Adriaanseschool

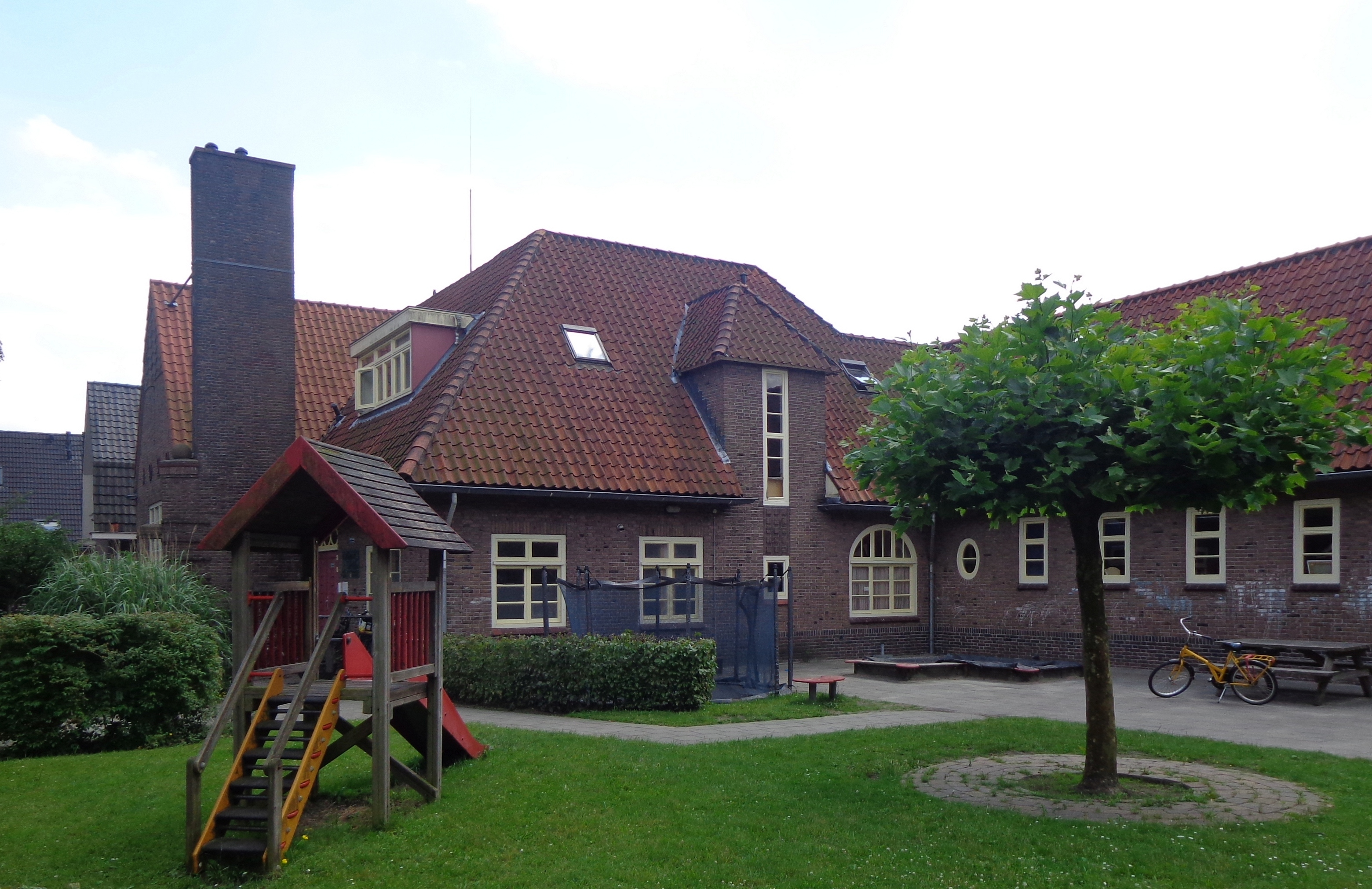

De Ds L. Adriaanseschool is een voormalige school voor gereformeerd lager onderwijs te Zeist, gelegen aan het Van Lennepplein 10. Het gebouw uit 1929, ontworpen door Jan Stuivinga, de architect die ook het postkantoor, het gemeentehuis van Zeist en het Christelijk Lyceum ontwierp, is een gemeentelijk monument. Het is sinds 2021 in gebruik als appartementencomplex.

## Naam
De school is vernoemd naar Laurens Adriaanse (1856-1947), de eerste gereformeerde predikant in Zeist, zendeling op Java, gemeenteraadslid (1907-1917), wethouder (1917-1929) en statenlid. Als wethouder beheerde hij de portefeuille onderwijs. Bovendien was hij voorzitter van de Vereniging voor Lager Onderwijs op Gereformeerden Grondslag en als zodanig instrumenteel in het tot stand komen van de school. Deze werd gebouwd in het jaar dat dominee Adriaanse afzwaaide als wethouder.

## Gebouw

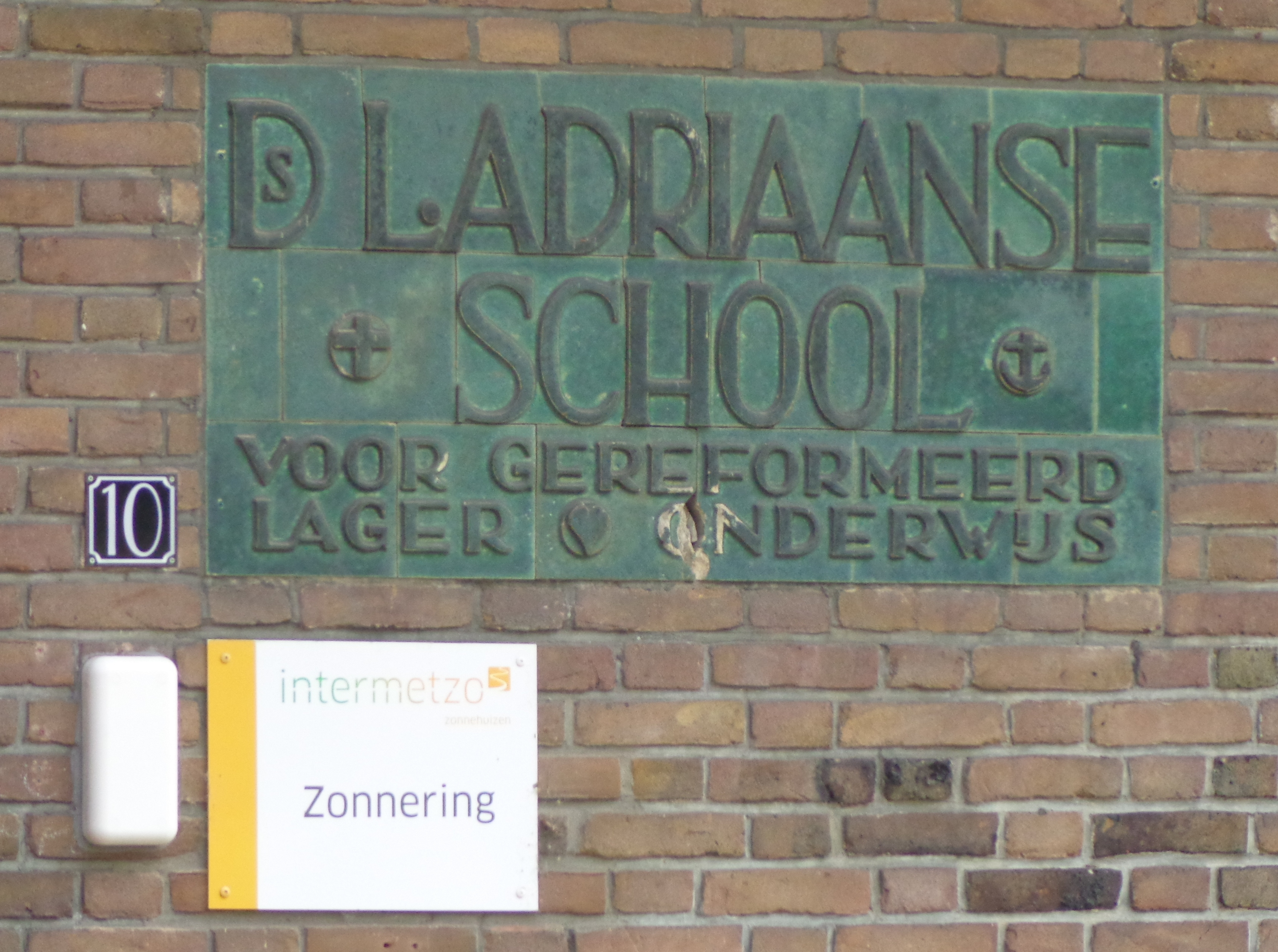
Gevelbord in 2016

Op 4 maart 1929 gaf gemeente-architect Joh. Meerdink kritiek op de bebouwing rond het Jacob van Lennepplein: “Juist de open bebouwing langs het Jacob van Lennepplein werkt in hooge mate storend; ware dit plein afgesloten door een bebouwing van 4 of 5 woningen aan één blok of een meer massaal gebouw, ik denk daarbij aan een school of anderszins, dan zou dit het aspect (van een meer intiem plein) ten goede komen.” De heer Meerdink werd op zijn wenken bediend.
Hoewel tot stand gekomen onder leiding van het bureau van de gebroeders Stuivinga, is het leeuwendeel van het ontwerp gedaan door hun medewerker Krijgsman.
Bij de inventarisatie van het architecturaal erfgoed van Zeist in 1983/1984 schreef R. Blijdestijn: “De bouwkosten bedroegen f49.000,-. De school heeft een opvallende ingangspartij in de Amsterdamse-Schooldetaillering (toegangshek, muurtjes, dubbele deur), een links geplaatste topgevel met gestyleerde schoorsteen en decoratief baksteenwerk in de topgevel.”
De school is een bijzonder voorbeeld van een rationeel ontworpen gebouw, de gevels weerspiegelen de achterliggende L-vormige plattegrond. De lokalen hebben een groot raamoppervlak en liggen aan de zonzijden van de school, de lange zijde van de L naar het zuidwesten met vier lokalen, de twee boven elkaar gelegen lokalen in de korte zijde naar het zuidoosten. De gangen liggen aan de donkere zijden. De afwijkende vensterpartijen van de noordwestelijke hoek, geven aan dat hier ruimtes liggen die een andere functie hadden, namnelijk de hal, met een venster onder rondboog, de personeelskamer en de lesmateriaalopslag met de smallere vensters. De rondboog komt op diverse plekken in het interieur terug, onder andere de deuren zijn hiervan voorzien. Het gebouw sluit wat betreft de opzet van het plan aan op de in het interbellum heersende principes over de 'optimale' school.  Bijzonder aan de inrichting was de mogelijkheid om een wand tussen twee klaslokalen op te hijsen tot in de zolder, waarmee een grote ruimte werd geschapen waar bijeenkomsten en toneelvoorstellingen gehouden konden worden. In ieder geval vanaf de zestiger jaren van de twintigste eeuw was deze wand niet meer in gebruik. In 1933 werd een lokaal aangebouwd.

## Karakter van de school
De school werd geopend in januari 1930, het team bestond op dat moment uit dhr. W Ras (hoofd), dhr. Adriaan van Hulzen en mejuffrouw A.W. van Riet. Bij de opening werd als geschenk een staande klok cadeau gedaan. Voor veel leerlingen en medewerkers was het slaan van deze klok, op de melodie van de Big Ben, het geluid van de school.
De Adriaanseschool was, na de Beatrixschool aan de Walkartweg, de tweede Gereformeerde lagere school in Zeist. Hoewel de wijk rond de school, het Patijnpark, net was aangelegd, trok de school leerlingen uit heel Zeist.
Lange tijd stond de school bekend als conservatief. Dit was passend bij het gereformeerde deel van de bevolking, een pak voor de broek werd in die tijd beschouwd als een uitstekende opvoedmethode, ingedachte de verzen in het bijbelboek Spreuken waar het hanteren van de roede wordt aangeraden. Meester Ras bijvoorbeeld, gebruikte nog het Spaanse riet. De sfeer onder het personeel was goed, velen bleven lange tijd aan de school verbonden. Ook het leerlingental groeide, er werd in 1933 al een lokaal in dezelfde stijl bijgebouwd. Het kwam voor dat uit grote gezinnen in elke klas wel een broertje of zusje te vinden was. Op Koninginnedag werd bij het gemeentehuis (ook een creatie van Stuivinga) een ode gebracht. De leerlingen liepen daar in optocht naar toe, achter het schoolvaandel aan. Dat was gemaakt van paars fluweel met een opengeslagen bijbel erop en gouden kwastjes eraan. Twee minuten voor aanvang van de lessen werd het klokje aan de achtergevel geluid, dan wist ook de hele buurt precies hoe laat het was. Op maandagochtend werden met de hele school psalmen en gezangen gezongen. De begeleiding bestond, naar gereformeerd gebruik, uit een harmonium. In totaal waren er drie aanwezig, waar in de zestiger jaren dhr. Rijksen, die ook al in zijn geboortestreek muzikaal zeer actief was, dhr. Van Wijk en dhr. Van Hulzen op speelden. In die tijd werd er een noodlokaal geplaatst op het schoolplein. Op de bovenverdieping bevond zich een lokaal, waar in tijden met veel leerlingen gewoon les werd gegeven, maar het werd ook vele jaren gebruikt voor handenarbeid en tekenen.
In de zeventiger jaren kwamen er ouderparticipatie, een documentatiecentrum, speel/lesklassen en daarmee schudde de Adriaanseschool het conservatieve imago van zich af. 
De school stond ook bekend als “de school met de dieren”: er werden duiven, kippen en konijnen gehouden.

## Personeel
In de veertiger jaren bestond het personeel uit:
- Juffrouw Ga.W. De Vriendt[16]
- Juffrouw Van Doorn[17]
- Meester Terpstra
- Meester Rietberg
- Meester Van Hulzen
- Meester Ras (hoofdmeester)[18][19].

In 1953 werd de heer R. Rijksen benoemd.
In 1954 werd mejuffrouw M.C. Sandee benoemd.
Enkele namen van leerkrachten uit de zestiger, zeventiger en tachtiger jaren:
juffrouwen: G. Ike, W. Homoet,  Schouten, W. van den Beukel, M.Buter, A. Eisenga
meesters: Y. Wiersma, A. Oorschot, E. Kühne, A. Bousema, E. van Wijk
invalkracht: J.Ouwerkerk
De heer W. Ras was vanaf de oprichting hoofd der school. Na hem werd meester Van Hulzen hoofd en in 1971 werd dhr. D. H. Van Leeuwen schoolleider. Rond 1980 was dhr. E. van Wijk enige tijd waarnemend hoofd, waarna mevr. R. Veenhuizen-de Boer in 1982 werd benoemd.

## Fusies en opheffing
De diverse hoofden der scholen in Zeist ontdekten dat het voordelig was om samen leien, griffels en sponzen in te kopen. Deze samenwerking breidde zich langzamerhand uit tot vele aspecten van het onderwijs. Wanneer een hoofd naar een gezamenlijke vergadering ging werd gezegd: “Hij heeft weer Sponzenclub”.
In 1971 ging de “Vereniging voor scholen op Gereformeerden Grondslag” samen met een aantal Hervormde scholen op in de “Stichting scholen voor Christelijk kleuter- en basisonderwijs te Zeist”.
Toen in 1985 de wet op het basisonderwijs werd ingevoerd ging de Adriaanseschool samen met kleuterschool Lentelof van de Van der Heydenlaan. Dit kostte de school veel leerlingen, omdat voorheen kinderen kwamen van acht kleuterscholen en nu maar van één. In 1991 fuseerde de Adriaanseschool met De Regenboog (voorheen Nic. Beetslaanschool) tot Ichthus. Ichthus betrok in de zomer van 1992 een nieuw pand, waarna het gebouw leeg kwam te staan. Vrij snel na de verhuizing is het archief van de Adriaanseschool verloren gegaan. In 1993 werd het pand door de gemeente Zeist verkocht aan de stichting Zonnehuizen Veldheim en Stenia, die in 2012 verder ging als LSG Rentray. In 2020 zijn er appartementen gemaakt in het pand.

## Wetenswaardigheden
Een bekende oud-leerling is oud-nieuwslezeres Noortje van Oostveen.